# 体育集锦 (广播节目)
体育集锦是韩国KBS第1广播的广播节目，主要以播送体育类节目为主。在周一至周五于21:35-21:58播出，由李光勇主持；在周末于21:20-21:58播出。另外，KBS第3广播和KBS韩民族放送也会并机转播此节目。